# Ґнойно (Вармінсько-Мазурське воєводство)
Ґнойно (пол. Gnojno, нім. Bauerngold) — село в Польщі, у гміні Дзялдово Дзялдовського повіту Вармінсько-Мазурського воєводства.
Населення — 252 особи (2011).
У 1975-1998 роках село належало до Цехановського воєводства.

## Демографія
Демографічна структура станом на 31 березня 2011 року:
|          | Загалом | Допрацездатний вік | Працездатний вік | Постпрацездатний вік |
| -------- | ------- | ------------------ | ---------------- | -------------------- |
| Чоловіки | 120     | 21                 | 86               | 13                   |
| Жінки    | 132     | 21                 | 71               | 40                   |
| Разом    | 252     | 42                 | 157              | 53                   |